# Therfu
Therfu é o quinto álbum de estúdio do cantor estadunidense Turley Richards, lançado em 1979.
O single "You Might Need Somebody" atingiu o nº 54 da Billboard nos Estados Unidos. A arte da capa do disco foi elaborada pelo guitarrista Lindsey Buckingham da banda Fleetwood Mac.
Em 31 de Maio de 2013 o disco foi lançado em formato Digital pelo selo Rhino Atlantic.

## Faixas
(Todas as músicas por Turley Richards, exceto onde anotado)

### Lado A
1. "You Might Need Somebody" (Tom Snow, Nan O'Byrne) – 3:40
2. "All Over The World" – 3:33
3. "When I Lose My Way" – 3:48
4. "Baby, Please Don't Go" – 4:45
5. "Climb Up The Steeple" – 4:32

### Lado B
1. "Stand By Me" (Ben E. King - Mike Stoller - Jerry Leiber) – 3:45
2. "I'm Comin' Back Home (With A Little Bit Of Luck)" – 3:35
3. "Can't You Hear Them Crying" – 4:21
4. "It's All Up To You" – 3:21
5. "There's Something Wrong" – 5:35

## Créditos
- Bateria: Mick Fleetwood e Kenny Malone
- Guitarras: John Goin, Reggie Young, Steve Gibson, Danny Ferguson, Paul Worley, Todd Sharp e Turley Richards
- Baixo: Jack Williams e Bob Welch
- Teclados: David Briggs, Tom Snow e Jay Gruska
- Sintetizadores: Shane Keister
- Percussão: Farrell Morris
- Sax: Bill Jones e Roger Williams
- Backing Vocals: Turley Richards, Marie Tomlison, Cindy Richardson e Ava Aldrige